# جهانشاه افشار
جهانشاه افشار سیاست‌مدار ایرانی بود، که در دوره بیست و چهارم مجلس شورای ملی بعنوان نماینده خدابنده از استان زنجان در مجلس شورای ملی حضور داشت.